# Live Oak (Florida)
Live Oak es una ciudad ubicada en el condado de Suwannee en el estado estadounidense de Florida. En el Censo de 2010 tenía una población de 6.850 habitantes y una densidad poblacional de 349,19 personas por km².

## Geografía
Live Oak se encuentra ubicada en las coordenadas 30°17′44″N 82°59′3″O / 30.29556, -82.98417. Según la Oficina del Censo de los Estados Unidos, Live Oak tiene una superficie total de 19.62 km², de la cual 19.61 km² corresponden a tierra firme y (0.03%) 0.01 km² es agua.

## Demografía
Según el censo de 2010, había 6.850 personas residiendo en Live Oak. La densidad de población era de 349,19 hab./km². De los 6.850 habitantes, Live Oak estaba compuesto por el 54.41% blancos, el 35.01% eran afroamericanos, el 0.51% eran amerindios, el 1.02% eran asiáticos, el 0.06% eran isleños del Pacífico, el 6.58% eran de otras razas y el 2.41% pertenecían a dos o más razas. Del total de la población el 16.19% eran hispanos o latinos de cualquier raza.